# Забашевичі
Забашевичі (біл. вёска Забашавічы) — село в складі Борисовського району Мінської області, Білорусь. Село було адміністративним центром Забашевичівської сільської ради, розташоване в східній частині області.
Рішенням Мінської обласної ради депутатів від 28 травня 2013 року, щодо змін адміністративно-територіального устрою Мінської області, село Забашевичі підпорядковане Гливинській сільській раді.